# Copa da África Ocidental de 1987
A Copa da África Ocidental de 1987 foi realizada na Libéria, no período de 13 de Fevereiro a 23 de Fevereiro.

## Grupo 1
| Time         | Pts | Ptd | V | E | D | GP | GC | SG |
| ------------ | --- | --- | - | - | - | -- | -- | -- |
| Libéria      | 5   | 3   | 2 | 1 | 0 | 4  | 0  | +4 |
| Nigéria      | 3   | 3   | 1 | 1 | 1 | 4  | 3  | +1 |
| Burkina Faso | 2   | 3   | 1 | 0 | 2 | 3  | 4  | -2 |
| Benin        | 2   | 3   | 0 | 2 | 1 | 3  | 7  | -1 |

Partidas
| 30 de Janeiro de 1987: Libéria 2 - 0 Nigéria 1 de Fevereiro de 1987: Libéria 2 - 0 Burkina Faso 1 de Fevereiro de 1987: Benin 1 - 1 Nigéria 3 de Fevereiro de 1987: Libéria 0 - 0 Benin 3 de Fevereiro de 1987: Nigéria 3 - 0 Burkina Faso 5 de Fevereiro de 1987: Burkina Faso 3 - 2 Benin |

## Grupo 2
| Time            | Pts | Ptd | V | E | D | GP | GC | SG |
| --------------- | --- | --- | - | - | - | -- | -- | -- |
| Gana            | 6   | 3   | 3 | 0 | 0 | 9  | 0  | +9 |
| Togo            | 4   | 3   | 2 | 0 | 1 | 2  | 3  | -1 |
| Costa do Marfim | 2   | 3   | 1 | 0 | 2 | 1  | 3  | -2 |
| Níger           | 0   | 3   | 0 | 0 | 3 | 0  | 6  | -6 |

Partidas
| 31 de Janeiro de 1987: Togo 1 - 0 Níger 31 de Janeiro de 1987: Gana 2 - 0 Costa do Marfim 2 de Fevereiro de 1987: Gana 4 - 0 Níger 2 de Fevereiro de 1987: Togo 1 - 0 Costa do Marfim 4 de Fevereiro de 1987: Gana 3 - 0 Togo 4 de Fevereiro de 1987: Costa do Marfim 1 - 0 Níger |

## Fase das Eliminatórias
A fase de eliminatórias envolvia as quatro seleções que passaram pela fase de grupos, ocorrendo no dia 6 e 8 de Fevereiro. Caso houve-se empate o jogo iria para prorrogação de 30 minutos e persistindo o empate iria para a disputa de pênaltis.
|  | Semifinal                 | Semifinal |   |  | Final                     | Final |  |
|  |                           |           |   |  |                           |       |  |
|  | 6 de Fevereiro – Monróvia |           |   |  |                           |       |  |
|  | Gana                      | 3         |   |  |                           |       |  |
|  | Nigéria                   | 1         |   |  |                           |       |  |
|  |                           |           |   |  |                           |       |  |
|  |                           |           |   |  | 8 de Fevereiro – Monróvia |       |  |
|  |                           |           |   |  | Libéria                   | 1     |  |
|  |                           | Gana      | 2 |  |                           |       |  |
|  |                           |           |   |  |                           |       |  |
|  |                           |           |   |  |                           |       |  |
|  |                           |           |   |  |                           |       |  |
|  | 6 de Fevereiro - Monróvia |           |   |  |                           |       |  |
|  | Libéria                   | 3         |   |  |                           |       |  |
|  | Togo                      | 0         |   |  |                           |       |  |

## Semi-finals
| 6 de Fevereiro, 1987 | Gana | 3 – 1 | Nigéria |  |
|                      |      |       |         |  |

| 6 de Fevereiro, 1987 | Libéria | 3 – 0 | Togo |  |
|                      |         |       |      |  |

## Final
| 8 de Fevereiro, 1987 | Libéria | 1 – 2 | Gana |  |
|                      |         |       |      |  |

## Vencedor
| Vencedor da Copa da África Ocidental de 1987 |
| -------------------------------------------- |
| Gana (5º título)                             |